# Chadderton
Chadderton – miasto w północno-zachodniej Anglii, należące do aglomeracji Manchesteru. Administracyjnie należy do dystryktu Oldham, stanowiącego część hrabstwa Wielki Manchester. W 2001 roku miasto liczyło 33 001 mieszkańców.